# Waikoloa USTA Challenger
Il Waikoloa USTA Challenger, noto come Hilton Waikoloa Village USTA Challenger per motivi di sponsorizzazione, è stato un torneo professionistico di tennis giocato sul cemento, che faceva parte delle ATP Challenger Series. Si giocava annualmente dal 2000 al 2008 al Kohala Tennis Garden dell'Hilton Waikoloa Village, lussuoso resort situato nella spiaggia hawaiiana di Waikoloa Village nei pressi di Kohala, negli USA.

## Albo d'oro

### Singolare
| Anno | Campione           | Finalista       | Punteggio     |
| ---- | ------------------ | --------------- | ------------- |
| 2000 | Paul Goldstein (2) | André Sá        | 7–5, 6–2      |
| 2001 | Andy Roddick       | James Blake     | 1–6, 6–3, 6–1 |
| 2002 | James Blake        | Martin Verkerk  | 6–2, 6–3      |
| 2003 | Robby Ginepri      | Neville Godwin  | 6–3, 6–3      |
| 2004 | Dmitrij Tursunov   | Alejandro Falla | 7–5, 7–6(4)   |
| 2005 | Paul Goldstein (1) | Cecil Mamiit    | 6–2, 6–2      |
| 2006 | Frank Dancevic     | Lu Yen-hsun     | 6–7, 6–2, 6–2 |
| 2007 | Michael Russell    | Jamie Baker     | 6–1, 7–5      |
| 2008 | Lu Yen-hsun        | Vince Spadea    | 6–2, 6–0      |

### Doppio
| Anno | Campioni                      | Finalista                             | Punteggio           |
| ---- | ----------------------------- | ------------------------------------- | ------------------- |
| 2000 | Jim Grabb Richey Reneberg     | James Blake Cecil Mamiit              | 6–2, 2–6, 6–4       |
| 2001 | Paul Goldstein Jim Thomas     | Mike Bryan Paradorn Srichaphan        | 3–6, 6–4, 6–3       |
| 2002 | Gabriel Trifu Glenn Weiner    | James Blake Justin Gimelstob          | 6–4, 4–6, 6–4       |
| 2003 | Diego Ayala Robert Kendrick   | Levar Harper-Griffith Alex Kim        | 4–6, 7–6(2), 6–2    |
| 2004 | Scott Humphries Brian Vahaly  | Brandon Coupe Travis Parrott          | 6–3, 7–6(3)         |
| 2005 | André Sá Eric Taino           | Sanchai Ratiwatana Sonchat Ratiwatana | 7–6(2), 3–6, 7–6(2) |
| 2006 | Michael Kohlmann Cecil Mamiit | Scott Lipsky David Martin             | 6–3, 6–4            |
| 2007 | Brendan Evans Scott Oudsema   | Scott Lipsky David Martin             | 4–6, 6–3, [12–10]   |
| 2008 | Scott Lipsky David Martin     | Satoshi Iwabuchi Gō Soeda             | 6–4, 5–7, [10–7]    |